# Clube Atlético Itapemirim
El Clube Atlético Itapemirim es un club de fútbol de Brasil de la ciudad de Itapemirim, Espírito Santo. Fue fundado en 1965 y juega en el Campeonato Capixaba - Serie B, equivalente a la segunda división del estado.

## Entrenadores
- Célio Silva (junio de 2015–agosto de 2015)[3][4]
- Luis Antônio Ferreira (agosto de 2015–2015)[5]
- Giuliano Pariz (noviembre de 2015–marzo de 2016)[6][7]
- Duílio Dias (julio de 2016–agosto de 2016)[8]
- Zé Humberto (julio de 2016–julio de 2018)[9][10]

## Palmarés
- Títulos estatales
  - Campeonato Capixaba (1): 2017
  - Campeonato Capixaba - Serie B (1): 2022
  - Copa Espírito Santo (1): 2017
  - Campeonato Sulino (3): 2006, 2007, 2010

- Categorías inferiores
  - Copa Espírito Santo Sub-20 (1) : 2014
  - Campeonato Capixaba Sub-15 (1) : 2017

- Categoría femenino
  - Campeonato Sulino (1) : 2004